# Bumbyride Dreamlands
Bumbyride Dreamlands è il centoseiesimo album in studio del chitarrista statunitense Buckethead, pubblicato il 4 settembre 2014 dalla Hatboxghost Music.
Si tratta del settantasettesimo disco appartenente alla serie "Buckethead Pikes".

## Tracce
Musiche di Buckethead.
1. Bumbyride Dreamlands – 1:55
2. Torch – 4:21
3. Propshop – 2:30
4. Hub and Spoke Plan – 1:49
5. Sunken Claphouse – 2:25
6. Asteroid Belt – 4:23
7. Land – 4:18
8. Bend – 2:38
9. Sharp Drop – 4:15

## Formazione
- Buckethead – chitarra, basso, programmazione